# General Tochevo (ville)
General Tochevo (en bulgare : Генерал Тошево) est une ville du nord-est de la Bulgarie qui fait partie de la province (oblast) de Dobritch. Située dans la région historique Dobroudja du Sud, la ville est le centre administratif de la commune homonyme et a été dénommée d'après le général bulgare Stefan Toshev.
Alors qu'en décembre 2009, la ville comptait une population de 7 130 habitants, en 2015 le nombre d'habitants a diminué pour atteindre celui de 6 835 habitants.